# Georg Graf Henckel von Donnersmarck
Georg Graf Henckel von Donnersmarck (* 5. August 1902 in Grambschütz, Niederschlesien; † 2. Mai 1973 in Bonn) war ein deutscher Politiker der CSU. Er stammte aus der schlesischen Adelsfamilie Henckel von Donnersmarck.

## Leben und Beruf

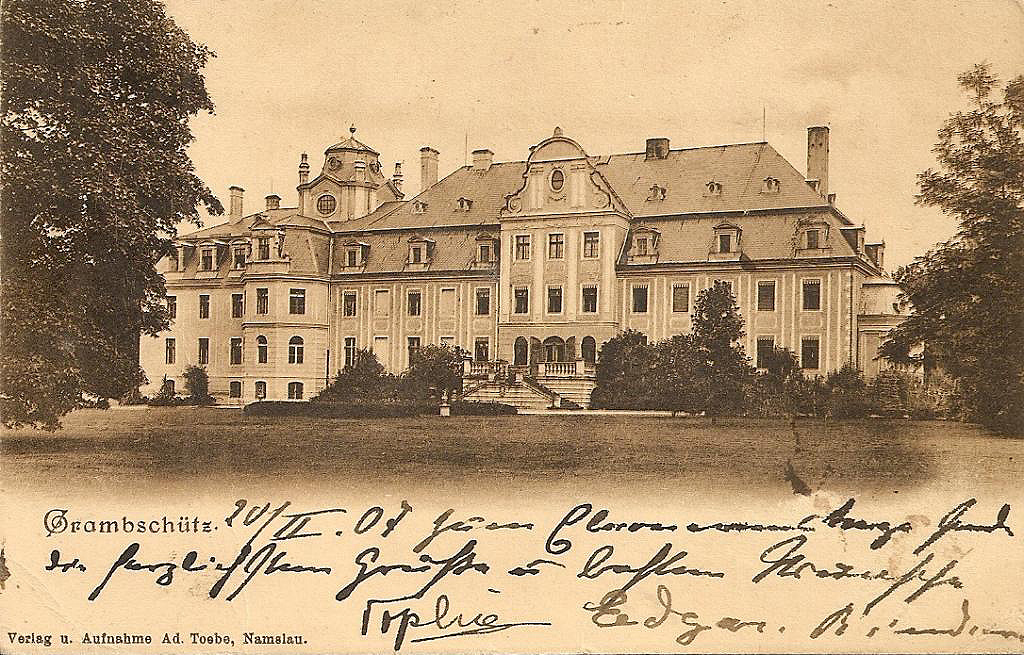
Schloss Grambschütz vor 1911

Seine Eltern waren der schlesische Gutsbesitzer auf Grambschütz, der königlich preußische Kammerherr und Ehrenritter des souv. Malteser-Ritter-Ordens, Johannes Edgar Henckel von Donnersmarck (* 1861; † 1911) und Sophie Gräfin zu Stolberg-Stolberg-Brauna (* 1874; † 1945). Georg Graf Henckel von Donnersmarck wurde also nach dem Tod des Vaters im Minorat zum Fideikommissherr und dann freier Eigentümer von Grambschütz. Später studierte er nach dem Abitur Rechtswissenschaften und wurde 1926 in Göttingen zum Dr. jur. promoviert. Beim Küssen der Gänseliesel auf dem Göttinger Gänseliesel-Brunnen wurde er auf frischer Tat ertappt und wegen Verstoßes gegen das Kussverbot zu einer Geldstrafe in Höhe von zehn Reichsmark verurteilt. Mit seiner Forderung nach „Kussfreiheit“ und dem Verlangen „doch den Bann von den bronzenen Lippen zu lösen“, hatte er weder vor dem Amtsgericht Göttingen noch vor dem Kammergericht Erfolg.
Er übernahm das elterliche Gut Grambschütz in Schlesien. Dort war er 1929 bis zu seiner Absetzung 1933 Bürgermeister. 1934 kam es zum Verlust der Vorstandsämter im Genossenschaftswesen. Am 13. Mai 1937 beantragte er die Aufnahme in die NSDAP und wurde rückwirkend zum 1. Mai desselben Jahres aufgenommen (Mitgliedsnummer 5.008.599). 1939 kam er zur Wehrmacht, sein letzter Dienstgrad war Oberleutnant. Graf Georg hielt engen Kontakt Albert Schmitt, dem Abt seit 1924 des Klosters Grüssau.
Nach dem Krieg kam Graf Henckel von Donnersmarck als Heimatvertriebener nach Neuburg an der Donau. Er engagierte sich als Präsident des Ostdeutschen Kulturrats. Von Donnersmarck, der römisch-katholischen Glaubens war, war Mitglied der katholischen Studentenverbindungen K.D.St.V. Teutonia Freiburg im Uechtland und A.V. Palatia Göttingen im CV.
Bereits 1928 heiratete er in Wolfegg Marie Sophie Gräfin von Waldburg zu Wolfegg und Waldsee. Das Ehepaar hatte sieben Töchter und einen Sohn.

## Abgeordneter
Graf Henckel von Donnersmarck gehörte dem Deutschen Bundestag von 1953 bis 1957 und vom 5. September 1959, als er für den verstorbenen Josef Oesterle nachrückte, bis 1961 an. Er engagierte sich im Bundestag vor allem in Vertriebenenfragen.